# Kirchenbezirk Neuenbürg
Der Evangelische Kirchenbezirk Neuenbürg ist einer von 43 Kirchenbezirken bzw. Kirchenkreisen der Evangelischen Landeskirche in Württemberg. Sein Gebiet ist deckungsgleich mit dem Dekanat Neuenbürg.

## Geografie
Der Kirchenbezirk Neuenbürg liegt im Westen der württembergischen Landeskirche. Sein Gebiet umfasst den Südwesten des Enzkreises, also das Gebiet der politischen Städte und Gemeinden Birkenfeld, Engelsbrand, Keltern (nur Ortsteil Niebelsbach), Neuenbürg und Straubenhardt (ohne Ortsteil Langenalb), den Norden des Landkreises Calw, also die Städte und Gemeinden Bad Herrenalb, Bad Wildbad (seit 1. Januar 2019 mit dem Ortsteil Aichelberg – bis 31. Dezember 2018 gehörte die Kirchengemeinde Aichelberg zum Kirchenbezirk Calw), Dobel, Enzklösterle, Höfen an der Enz, Schömberg und Unterreichenbach (nur Ortsteil Kapfenhardt) sowie die Gemeinde Loffenau im Landkreis Rastatt.

### Nachbarkirchenbezirke
Der Kirchenbezirk Neuenbürg grenzt im Südosten nur an den Kirchenbezirk Calw-Nagold. Ansonsten ist er vollständig von der Evangelischen Landeskirche in Baden umgeben.

## Geschichte
Das Gebiet des heutigen Dekanats bzw. Kirchenbezirks Neuenbürg gehört zum alten Kernland Württembergs, das ab 1534 die Reformation einführte, so dass das Gebiet ganz evangelisch geprägt ist. Das heutige Dekanat Neuenbürg geht zurück auf das Dekanat Wildbad (damals als Superintendenz bezeichnet), das bald nach der Reformation errichtet wurde und für die Gemeinden der Oberämter Neuenbürg und Herrenalb zuständig war. Dekan war der Stadtpfarrer von Wildbad. 1836 wurde der Sitz des Dekanats Wildbad nach Neuenbürg verlegt, nachdem dies bereits 1822 in Erwägung gezogen worden war. Somit war von da an der Stadtpfarrer von Neuenbürg Dekan. Bereits 1702 bis 1709 hatte es ein Dekanat Neuenbürg gegeben. Das Dekanat Wildbad bzw. das spätere Dekanat Neuenbürg unterstand zunächst dem Generalat Maulbronn, ab 1823 dem Generalat Tübingen. Nach dessen Auflösung 1913 kam es zum Generalat Reutlingen, aus dem die heutige Prälatur Reutlingen hervorging.

## Leitung des Kirchenbezirks
Die Leitung des Kirchenbezirks obliegt der Bezirkssynode, dem Kirchenbezirksausschuss (KBA) und dem Dekan. Derzeitiger Dekan ist seit 2012 Joachim Botzenhardt, der zugleich einer der Pfarrer in Neuenbürg ist.

### Dekane des Kirchenbezirks Wildbad bzw. Neuenbürg seit 1797
- 1797–1812: Philipp Ludwig Finckh, Dekan in Wildbad
- 1812–1815: Gottfried Ulrich David Kapff (1768–1815), Dekan in Wildbad
- 1815–1822: Ludwig Jakob Majer, Dekan in Wildbad
- 1823–1835: Christoph Gottlieb Werner, Dekan in Wildbad
- 1836–1863: Gottlieb Ludwig Eisenbach
- 1863–1880: Paul Friedrich Leopold
- 1880–1895: Karl Hermann Cranz (1824–1895)
- 1895–1919: Paul Julius Uhl (1856–1928)
- 1919–1936: Dr. Friedrich Megerlin (1874–1947)
- 1938–1947: Heinrich Schwemmle (1887–1984)
- 1947–1953: Dr. Hans Seifert
- 1953–1962: Johannes Maisch (1910–1985)
- 1962–1972: Gerhard Weber (* 1921)
- 1973–1990: Werner Zeeb (1928–2015)
- 1990–1999: Martin Holland (* 1934)
- 2000–2012: Werner Trick (* 1957)
- seit 2012: Joachim Botzenhardt

## Kirchengemeinden
Im Kirchenbezirk Neuenbürg gibt es insgesamt 28 Kirchengemeinden. Dabei haben sich einige Kirchengemeinden zu insgesamt vier Verbundkirchengemeinden zusammengeschlossen: Verbundkirchengemeinde Bad Herrenalb (Bad Herrenalb und Bernbach), Verbundkirchengemeinde Neuenbürg (Arnbach, Neuenbürg und Waldrennach), Verbundkirchengemeinde Schömberg-Oberlengenhardt-Langenbrand und Verbundkirchengemeinde Schwarzenberg-Bieselsberg. Sie bleiben aber weiterhin eigenständige Körperschaften des öffentlichen Rechts.
Das Gebiet des Kirchenbezirks Neuenbürg ist überwiegend evangelisch geprägt. Es gibt daher fast in jedem Dorf auch eine evangelische Kirchengemeinde und eine meist alte Kirche. In den meisten Orten zogen Katholiken überwiegend erst nach dem Zweiten Weltkrieg zu.

### Verbundkirchengemeinde Bad Herrenalb
Seit 1. Dezember 2019 bilden die Kirchengemeinde Bad Herrenalb und die Kirchengemeinde Bernbach eine Verbundkirchengemeinde.

#### Kirchengemeinde Bad Herrenalb

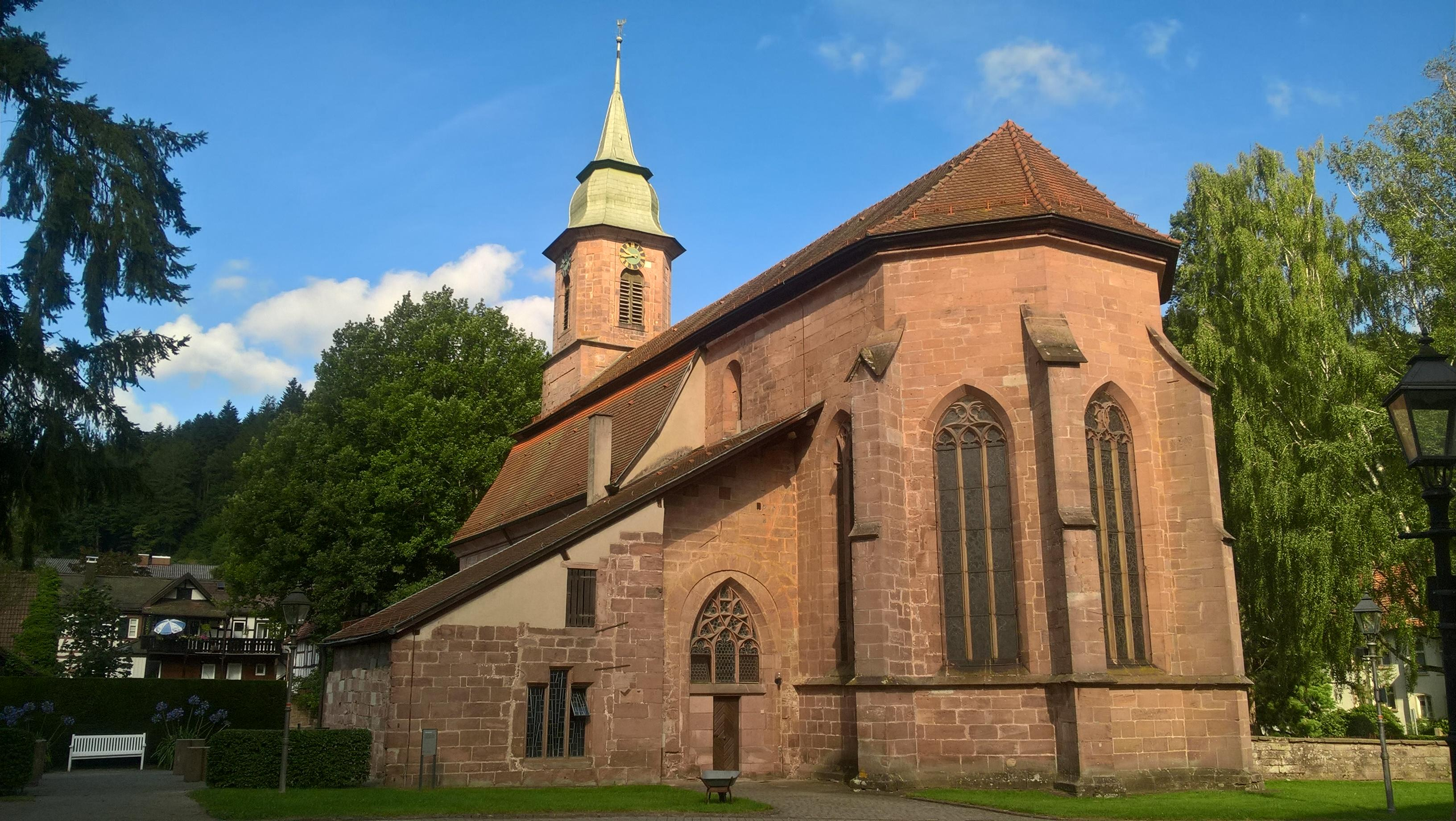
Klosterkirche Bad Herrenalb

Die Kirchengemeinde Bad Herrenalb umfasst die Kernstadt von Bad Herrenalb, das Gaistal mit Zieflensberg und den Ortsteil Bad Herrenalb-Kullenmühle. Das kirchliche Leben in Bad Herrenalb beginnt mit dem 1149 gegründeten Zisterzienserkloster Alba Dominorum, um das mit der Zeit die heutige Stadt Bad Herrenalb entstand. 1338 gelangte der Klosterschatz an Württemberg, doch öffnete sich das Kloster selbst 1496 der Markgrafschaft Baden zu. Durch einen Vertrag von 1497 wurde ein Kompromiss erzielt: Das Kloster und seine Pflegeämter in Derdingen, Merklingen und Vaihingen blieben bei Württemberg, während die Pflegeämter Malsch und Langensteinbach an Baden gelangten. Im Bauernkrieg wurde das Kloster durch den Pfinztäler Haufen geplündert. Nach seinem Sieg bei Lauffen 1534 führte Herzog Ulrich von Württemberg 1535 die Reformation ein, doch konnte der Abt zwischen 1548 und 1555 nochmals regieren, bis Württemberg dort eine Klosterschule errichtete, die aber bereits 1595 wieder aufgehoben wurde. 1629 wurde Herrenalb rekatholisiert und 1643 das Kloster völlig zerstört. Der katholische Abt kehrte nochmals zurück, musste aber 1648 endgültig das Feld räumen. Danach wurde in Herrenalb ein Klosteramt eingerichtet, das bis 1808 bestand. Die evangelischen Bewohner der verschiedenen Wohnplätze um das Kloster Herrenalb gehörten zunächst zur Pfarrei Loffenau. 1738 wurde in Herrenalb eine eigene Pfarrei errichtet. Ihre Gemeindekirche wurde die im Dreißigjährigen Krieg fast vollständig zerstörte ehemalige Klosterkirche. Nur die Außenwände des Paradieses und der Chor blieben erhalten. Sie wurden in den heutigen Bau des barocken Langhauses mit Westturm von 1739 integriert. 1791 wurde die Siedlung um das Kloster Herrenalb zur selbständigen Gemeinde erhoben, die ab 1808 zum Oberamt Neuenbürg gehörte und 1887 zur Stadt erhoben wurde.
Mit Wirkung vom 6. Dezember 1993 wurde die Kirchengemeinde Herrenalb in Kirchengemeinde Bad Herrenalb umbenannt.
Obwohl die Stadt kirchlich zu Württemberg gehört, ist sie Sitz der Evangelischen Akademie Bad Herrenalb der Evangelischen Landeskirche in Baden, wo regelmäßig die Landessynode der badischen Landeskirche tagt.

#### Kirchengemeinde Bernbach

Evang. Dorfkirche Bernbach

Die Kirchengemeinde Bernbach umfasst den Stadtteil Bernbach (inkl. Althof) der Stadt Bad Herrenalb, sowie den inzwischen zu Gaggenau eingemeindeten ehemaligen teilweise Bernbacher Ortsteil Moosbronn. Kirchlich gehörte Bernbach bis zur Reformation zu Michelbach (heute zur badischen Landeskirche gehörig), dann zu Loffenau. Im 18. Jahrhundert wurde Bernbach dem Pfarramt Herrenalb zugeordnet. Die heutige Kirche wurde 1782 als Erweiterung gebaut, an gleicher Stelle standen schon zwei Vorgängerkirchen, deren Geschichte wahrscheinlich bis in die Reformationszeit zurückreicht.
Der ehemals badische Anteil von Moosbronn wurde erst durch Gesetz vom 5. September 1989 von der Evangelischen Landeskirche in Baden in die württembergische Landeskirche umgegliedert und der Kirchengemeinde Bernbach angegliedert.

### Kirchengemeinde Bad Wildbad

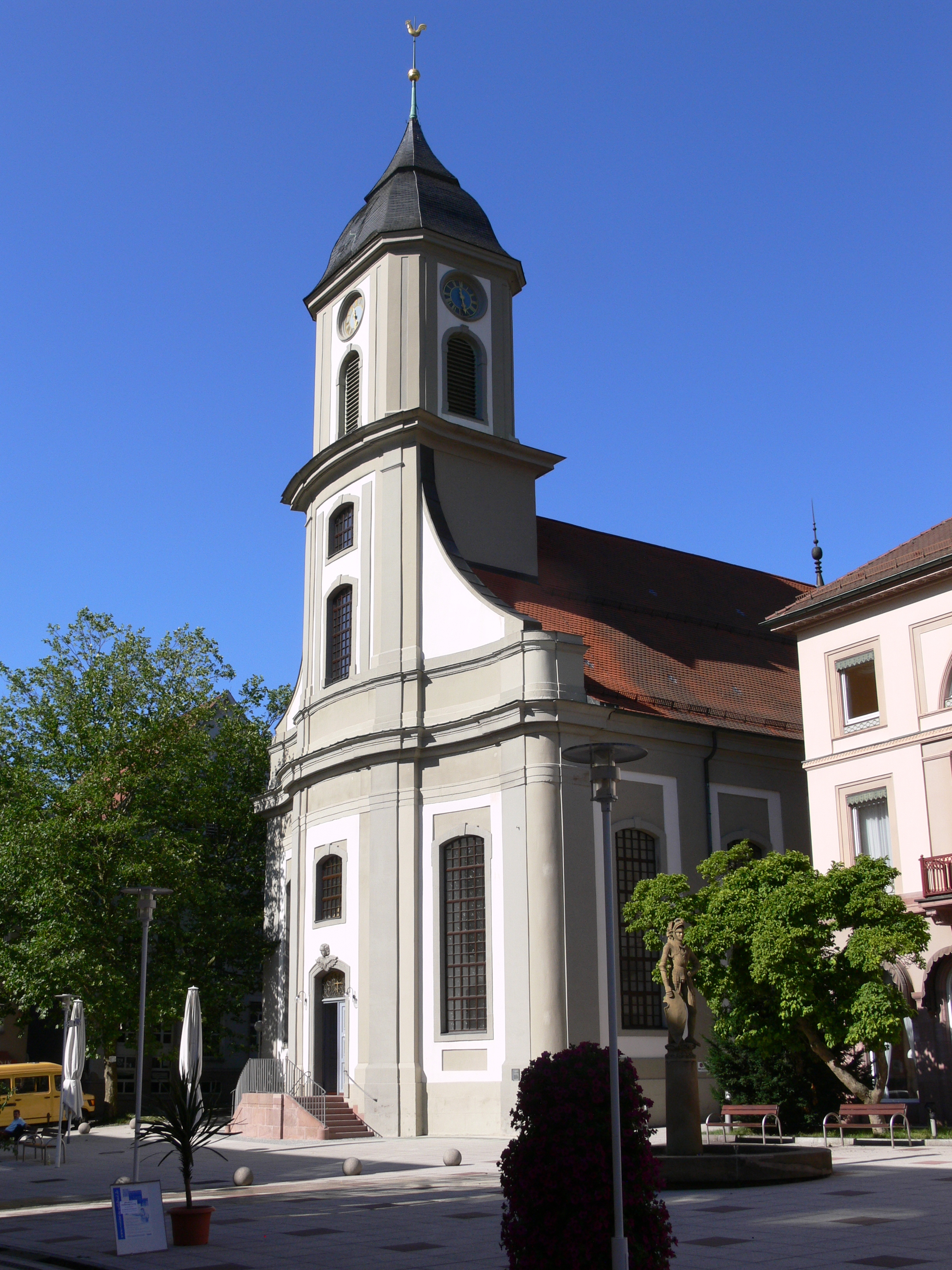
Evang. Stadtkirche Bad Wildbad

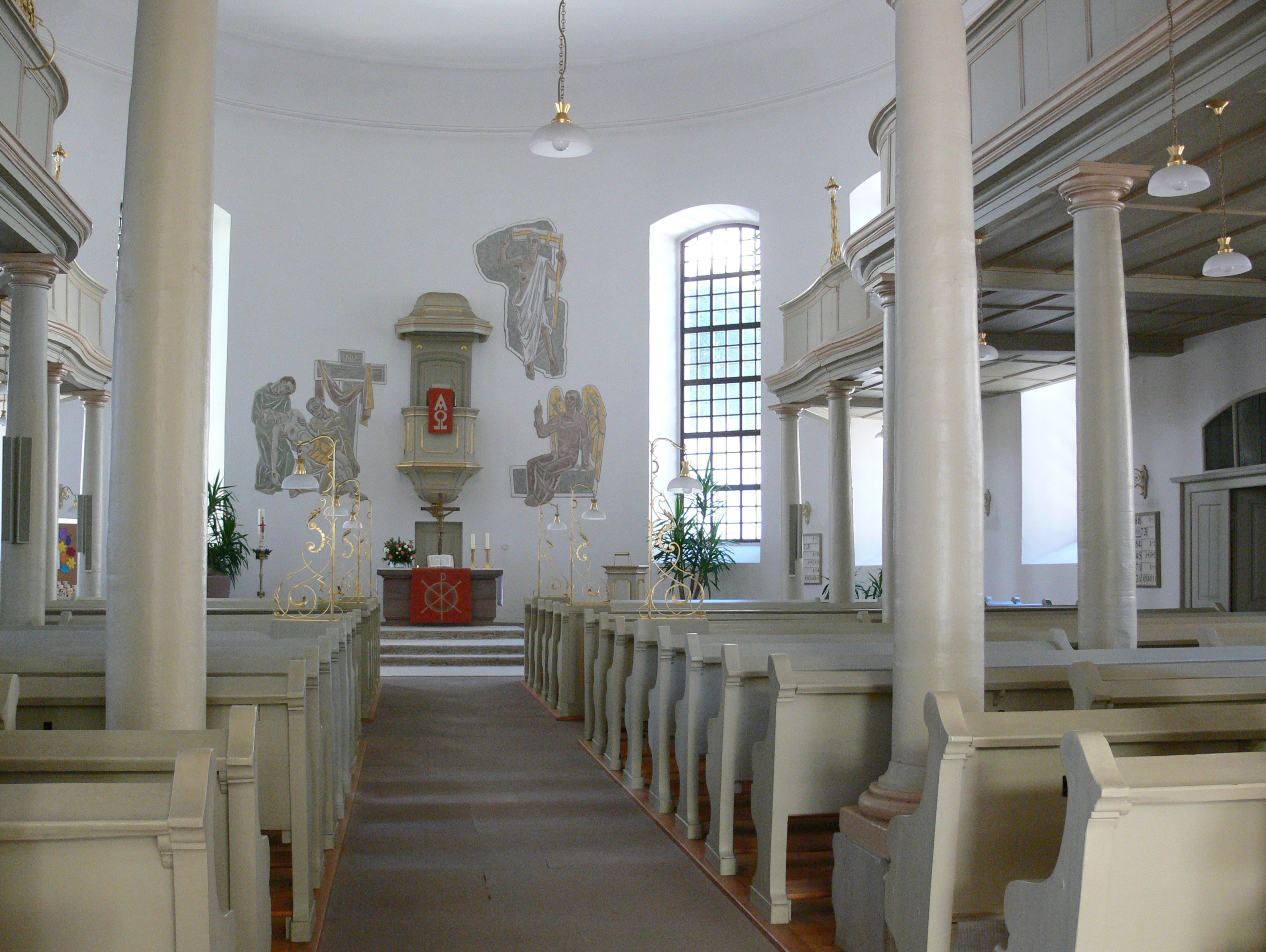
Evang. Stadtkirche Bad Wildbad – Innenansicht

Die Kirchengemeinde Bad Wildbad umfasst die Kernstadt mit den zugehörigen Weilern (darunter auch Sprollenhaus) der Stadt Bad Wildbad. Bis ins Spätmittelalter gehörte Wildbad kirchlich zu Liebenzell. 1350 wurde erstmals eine Kaplanei in Wildbad erwähnt. 1464 wurde die Oberstadtkirche, 1440 die untere Vorstadtkirche erwähnt. Letztere wurde 1844 abgetragen. Seit der Reformation gibt es in Wildbad eine Pfarrei an der Oberstadtkirche. Sie war Sitz des Superintendenten (heute Dekan) des Dekanats Neuenbürg/Herrenalb, bevor dieses nach Neuenbürg verlegt wurde. Die heutige Stadtkirche wurde 1746/48 von Johann Christoph von Leger als barocke Saalkirche anstelle der alten Oberstadtkirche erbaut. Mit Wirkung vom 26. Januar 1993 wurde die Kirchengemeinde Wildbad in Kirchengemeinde Bad Wildbad umbenannt. Heute gibt es in Bad Wildbad zwei Pfarrämter. Neben der Stadtkirche gibt es seit 1931 im zugehörigen Weiler Sprollenhaus eine weitere evangelische Kirche, in der ebenfalls regelmäßig Gottesdienste stattfinden.

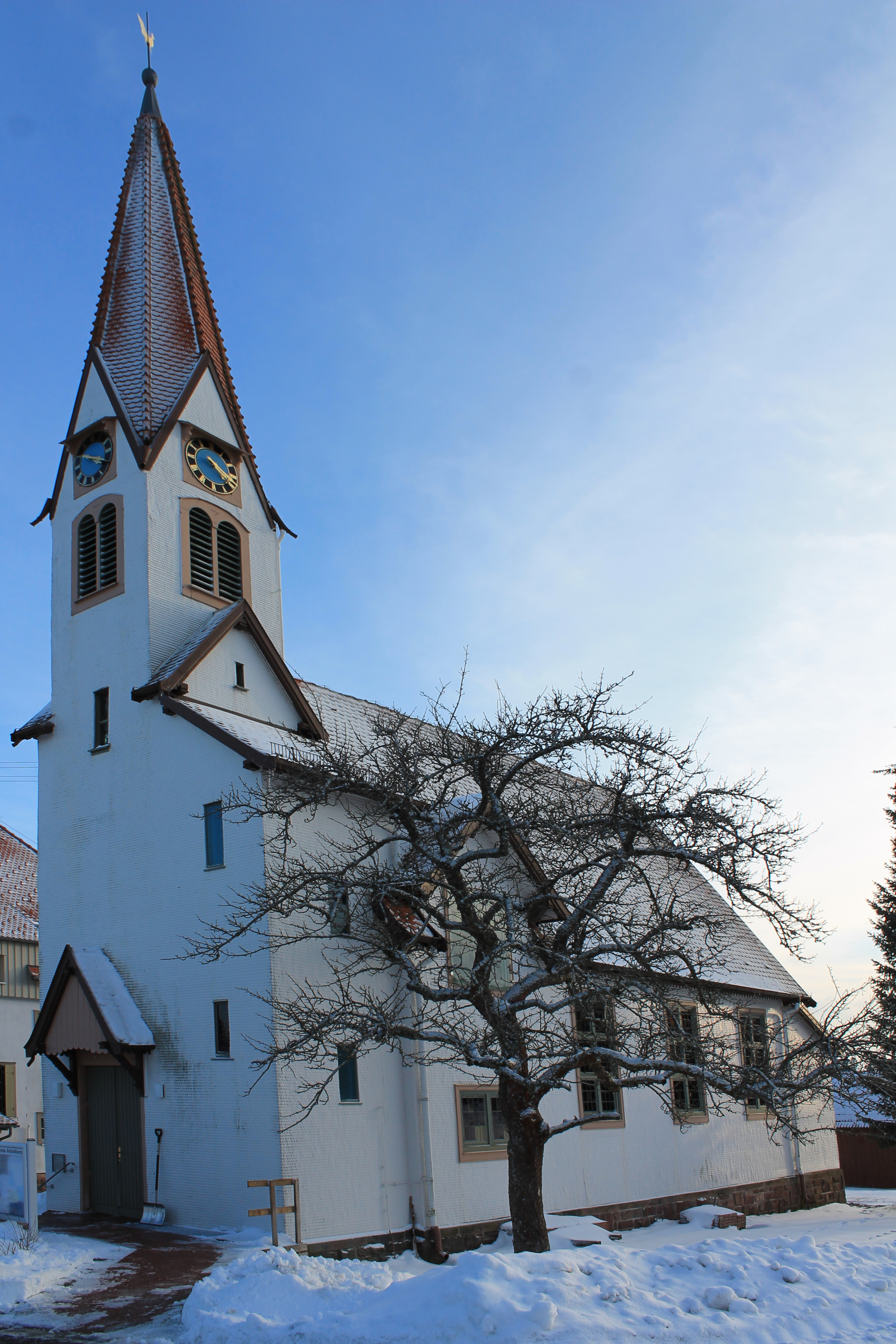
Aichelberger Jugendstilkirche von 1907

Seit dem 1. Januar 2019 gehört die bisher eigenständige Kirchengemeinde Aichelberg im bisherigen Kirchenbezirk Calw als neuer Pfarrbezirk zur Kirchengemeinde Bad Wildbad und somit zum Kirchenbezirk Neuenbürg. Kirchlich gehörte Aichelberg, das bis ins 19. Jahrhundert zusammen mit den Weilern Meistern, Hünerberg, Kälbermühle und Rehmühle „Bergorte“ genannt wurde und erst 1938 „Aichelberg“ bezeichnet wird, zu Ebhausen im Kirchenbezirk Nagold bzw. später zu Neuweiler und Zwerenberg im Kirchenbezirk Calw. Durch Bekanntmachung des Konsistoriums vom 26. September 1907 wurde die Pfarrei Aichelberg und die selbständige Kirchengemeinde Aichelberg errichtet. Ebenfalls 1907 wurde eine Kirche im Jugendstil fertiggestellt.
Durch Bekanntmachung des Oberkirchenrats vom 21. April 1938 wurde der Weiler Lappach in die Kirchengemeinde Enzklösterle (Kirchenbezirk Neuenbürg) zugeordnet. Der bis 1949 zur Kirchengemeinde Aichelberg (Kirchenbezirk Calw) gehörige Weiler bei der Pumpstation (Kälbermühle) in Aichelberg wurde durch Bekanntmachung des Oberkirchenrats vom 22. November 1949 der Kirchengemeinde Bad Wildbad zugeordnet.

### Kirchengemeinde Birkenfeld

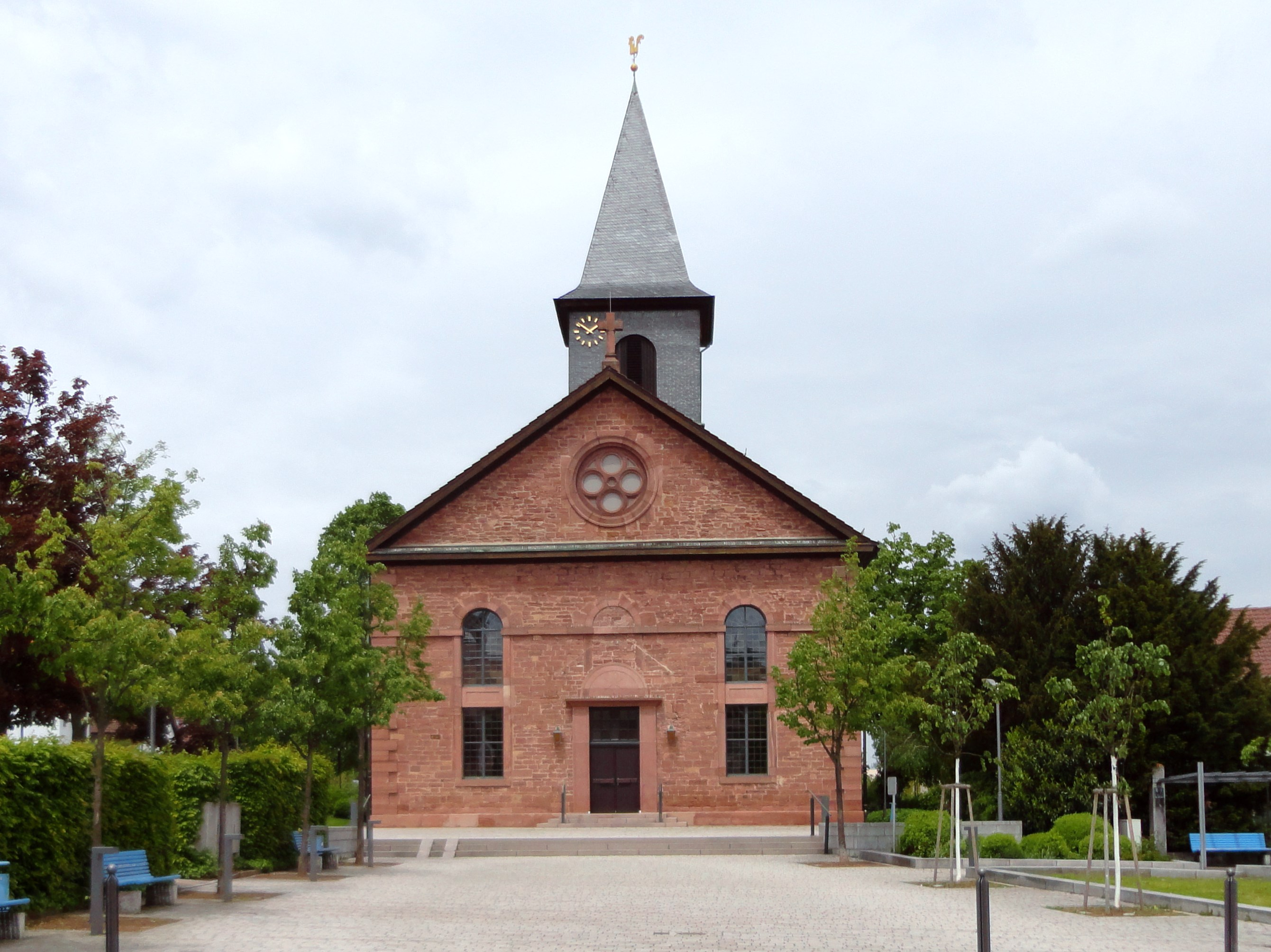
Evang. Kirche Birkenfeld

Die Kirchengemeinde Birkenfeld umfasst den Hauptort der Gemeinde Birkenfeld (Württemberg). 1395 wurde erstmals eine von Brötzingen abhängige Marienkapelle in Birkenfeld erwähnt. 1490 errichtete Graf Eberhard von Württemberg eine eigene Pfarrei. Der Kirchensatz war teilweise an die Herren von Heslach verlehnt. Die heutige Kirche ist ein neoromanischer Bau von 1822. Das Gemeindehaus trägt den Namen Dietrich-Bonhoeffer-Haus. Auch hier finden regelmäßig Gottesdienste statt. Heute betreuen zwei Pfarrer die Kirchengemeinde Birkenfeld. Die Kirchengemeinde Birkenfeld ist Träger von vier Kindergärten.
Bis 1959 gehörten auch die Evangelischen der Engelsbrander Haltestelle zur Kirchengemeinde Birkenfeld, bevor diese durch Bekanntmachung des Oberkirchenrats vom 6. Oktober 1959 in die Kirchengemeinde Neuenbürg umgegliedert wurden.

### Kirchengemeinde Calmbach
Die Kirchengemeinde Calmbach umfasst den Stadtteil Calmbach der Stadt Bad Wildbad sowie seit 1983 auch die Charlottenhöhe in Schömberg, welche durch Bekanntmachung des Oberkirchenrats vom 26. Mai 1983 von der Kirchengemeinde Schömberg abgetrennt und der Kirchengemeinde Calmbach angegliedert wurde.
Kirchlich gehörte Calmbach zunächst zur Pfarrei Liebenzell, ab 1576 zur Kaplanei Wildbad. 1829 wurde Calmbach eigene Pfarrei, zu der bis 1894 auch Höfen an der Enz gehörte. Bereits nach 1100 wurde in Calmbach eine kleine Marienkapelle erbaut, die ab 1411 vergrößert wurde. 1588 wurde die Kirche mit Sakristei zum Friedhöfle neu erbaut und 1768 erweitert. Dabei wurde der jetzigen Kirchturm durch J. F. Goßweiler erbaut. 1857 wurde die Kirche umgebaut. Dabei wurde das Schiff verlängert und die Sakristei abgebrochen. 1859 wurde eine Orgel eingebaut. 1955 wurde die Kirche neu gestaltet und 1970 erhielt sie eine neue Orgel. 1973 erbaute sich die Gemeinde ein Gemeindehaus.

### Kirchengemeinde Conweiler

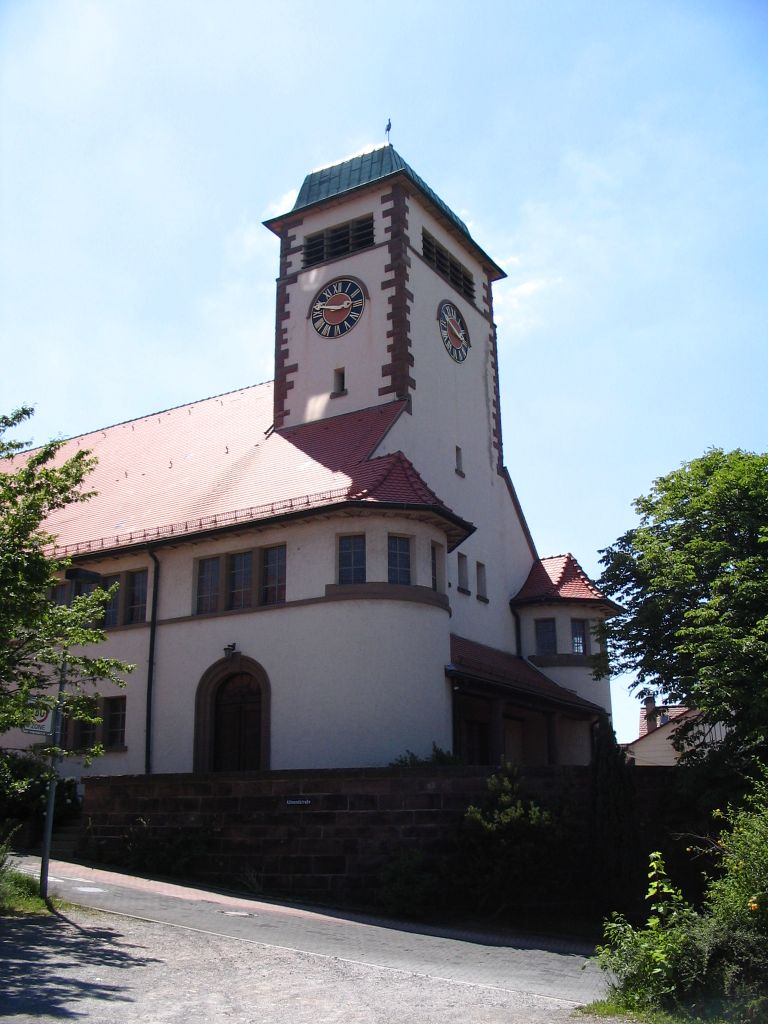
Martinskirche in Conweiler

Die Kirchengemeinde Conweiler umfasst den Ortsteil Conweiler der Gemeinde Straubenhardt. Kirchlich gehörte Conweiler zunächst zu Gräfenhausen, seit 1479 zu Feldrennach. Die heutige Martinskirche von Conweiler, ehemals St. Martin, wurde 1912 erbaut. Heute besitzt Conweiler eine eigene Pfarrei.

### Kirchengemeinde Dobel

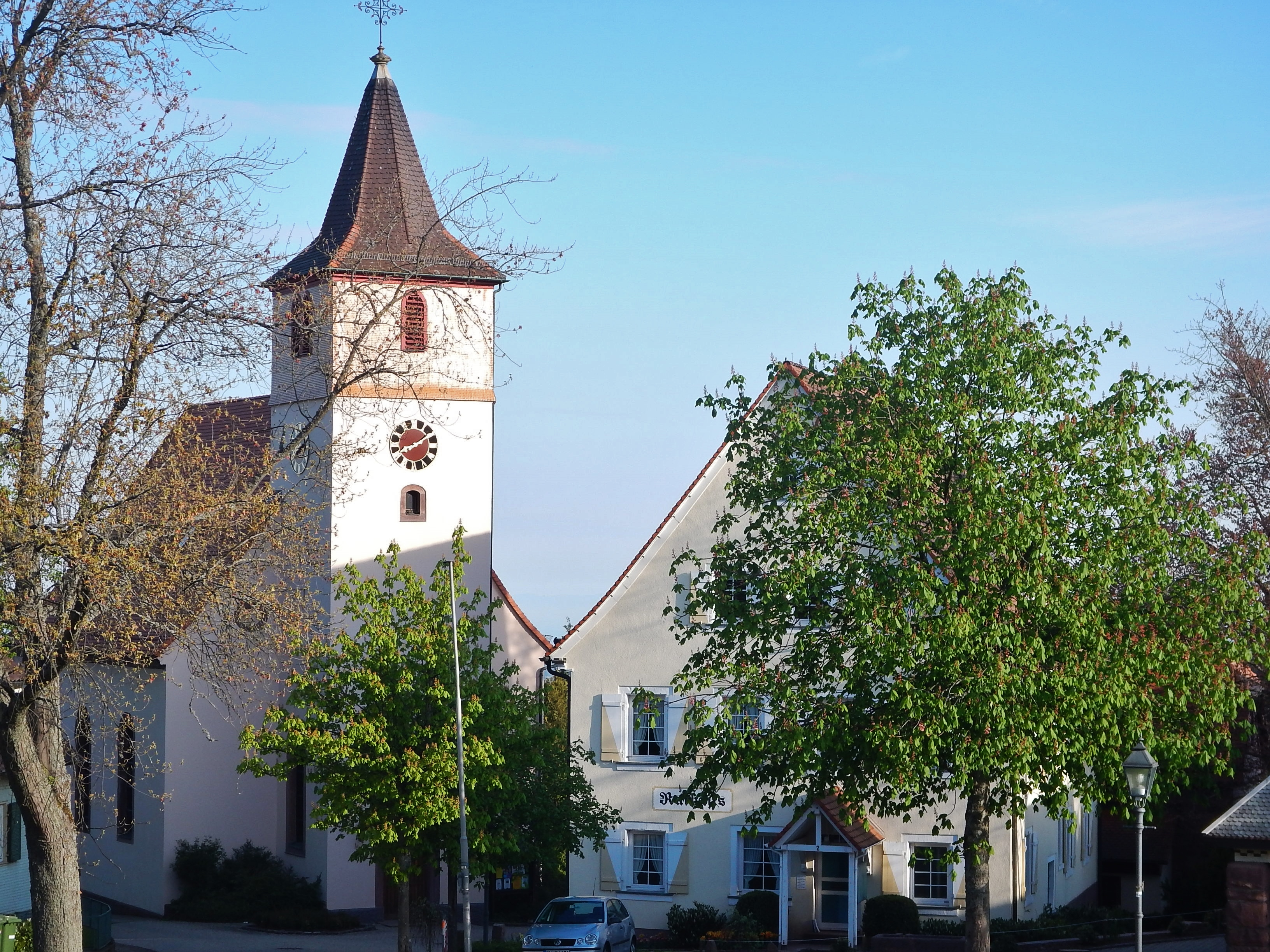
Evangelische Kirche Dobel

Die Kirchengemeinde Dobel umfasst die Gemeinde Dobel. Kirchlich gehörte Dobel zunächst zu Gräfenhausen, dann zu Feldrennach. Doch ist seit 1510 eine Filialkirche erwähnt. 1570 wurde Dobel selbständige Pfarrei, die auch für Neusatz und Rotensol zuständig wurde. In diesen beiden Orten wurden jedoch im 20. Jahrhundert eigene Filialkirchengemeinden errichtet, die Teil der Gesamtkirchengemeinde Dobel waren. Mit Wirkung vom 1. Januar 1980 wurde die Gesamtkirchengemeinde Dobel aufgelöst und die beiden Filialkirchengemeinden Neusatz und Rotensol zur neuen selbständigen Kirchengemeinde Neusatz-Rotensol vereinigt. Die heutige Kirche in Dobel wurde 1774 neu erbaut, 1900 erweitert und 2017 einer Totalsanierung unterzogen.

### Kirchengemeinde Engelsbrand
Die Kirchengemeinde Engelsbrand umfasst den Hauptort der Gemeinde Engelsbrand. Kirchlich gehörte Engelsbrand zunächst zu Brötzingen, dann zu Langenbrand. 1486 wurde eine Wallfahrt St. Antonius erwähnt. Von der spätmittelalterliche Chorturmkirche dient das Langhaus heute als Sakristei. 1862 wurde in Engelsbrand eine eigene Pfarrei errichtet, die zunächst auch Grunbach betreute, bevor dort eine eigene Pfarrei errichtet wurde.

### Kirchengemeinde Enzklösterle

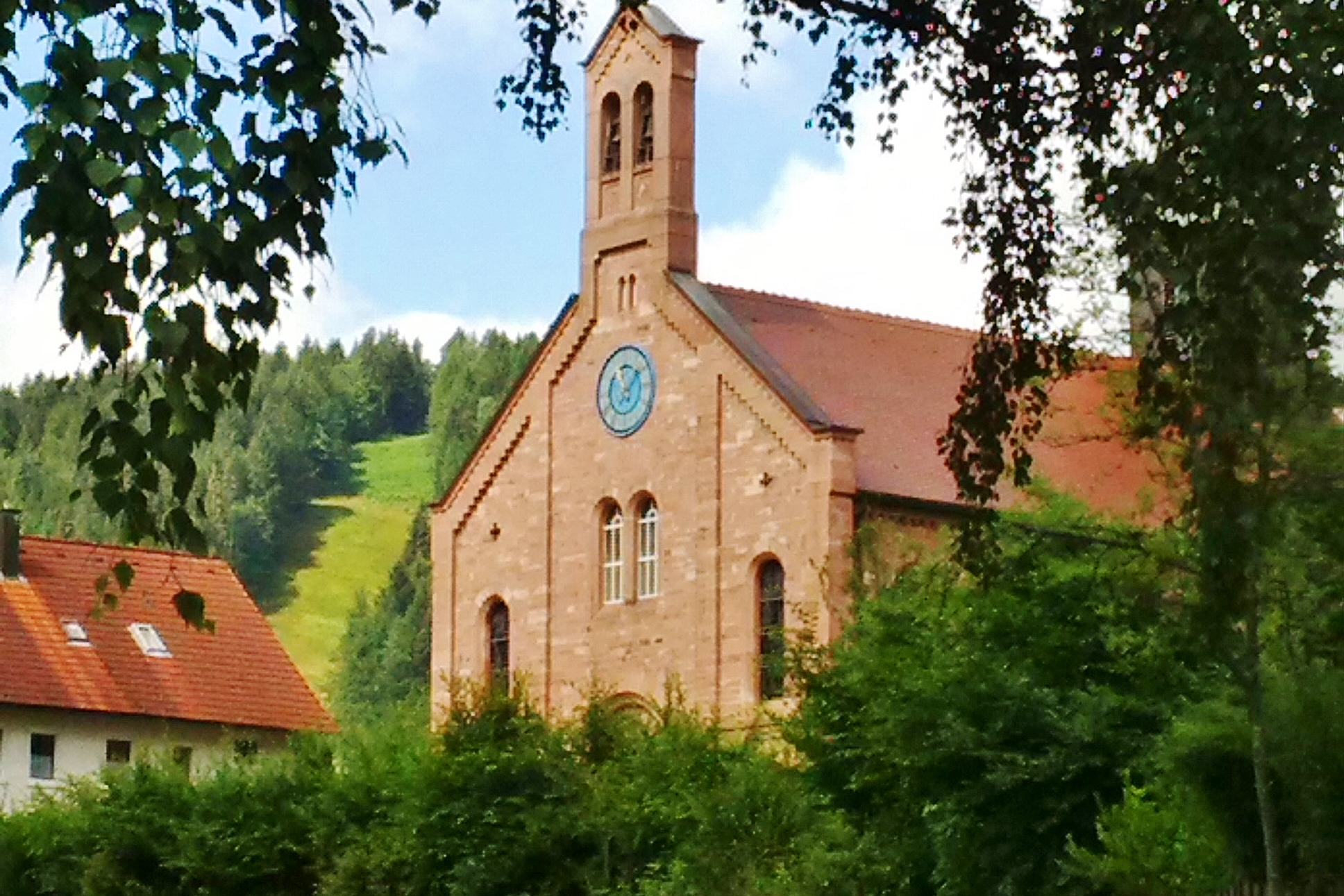
Evangelische Kirche Enzklösterle

Die Kirchengemeinde Enzklösterle umfasst die Gemeinde Enzklösterle mit ihrem Ortsteil Enztal. Der Ort Enzklösterle ist wohl eine geistliche Stiftung des Bettelordens. Die Herrschaftsrechte gelangten seit dem 14. Jahrhundert an Württemberg. Politisch gehörte der Ort zunächst zu Wildbad und wurde erst 1826 eine selbständige Gemeinde. Kirchlich gehörte der Ort zur Pfarrei Simmersfeld (Diözese Konstanz), während Wildbad zur Diözese Speyer gehörte. 1849 wurde in Enzklösterle eine eigene Pfarrverweserei errichtet und 1852 wurde eine eigene Kirche erbaut. 1859 wurde eine Pfarrei errichtet, die für das gesamte Enztal zuständig war.
Mit der Eingliederung der Gemeinde Enztal 1938 wurden auch die evangelischen aus Lappach und Poppeltal der Kirchengemeinde Enzklösterle zugeordnet (Bekanntmachung vom 21. April 1938). Diese gehörten zuvor teilweise zur Kirchengemeinde Aichelberg (Kirchenbezirk Calw) bzw. Kirchengemeinde Besenfeld (Kirchenbezirk Freudenstadt).

### Kirchengemeinde Feldrennach-Pfinzweiler

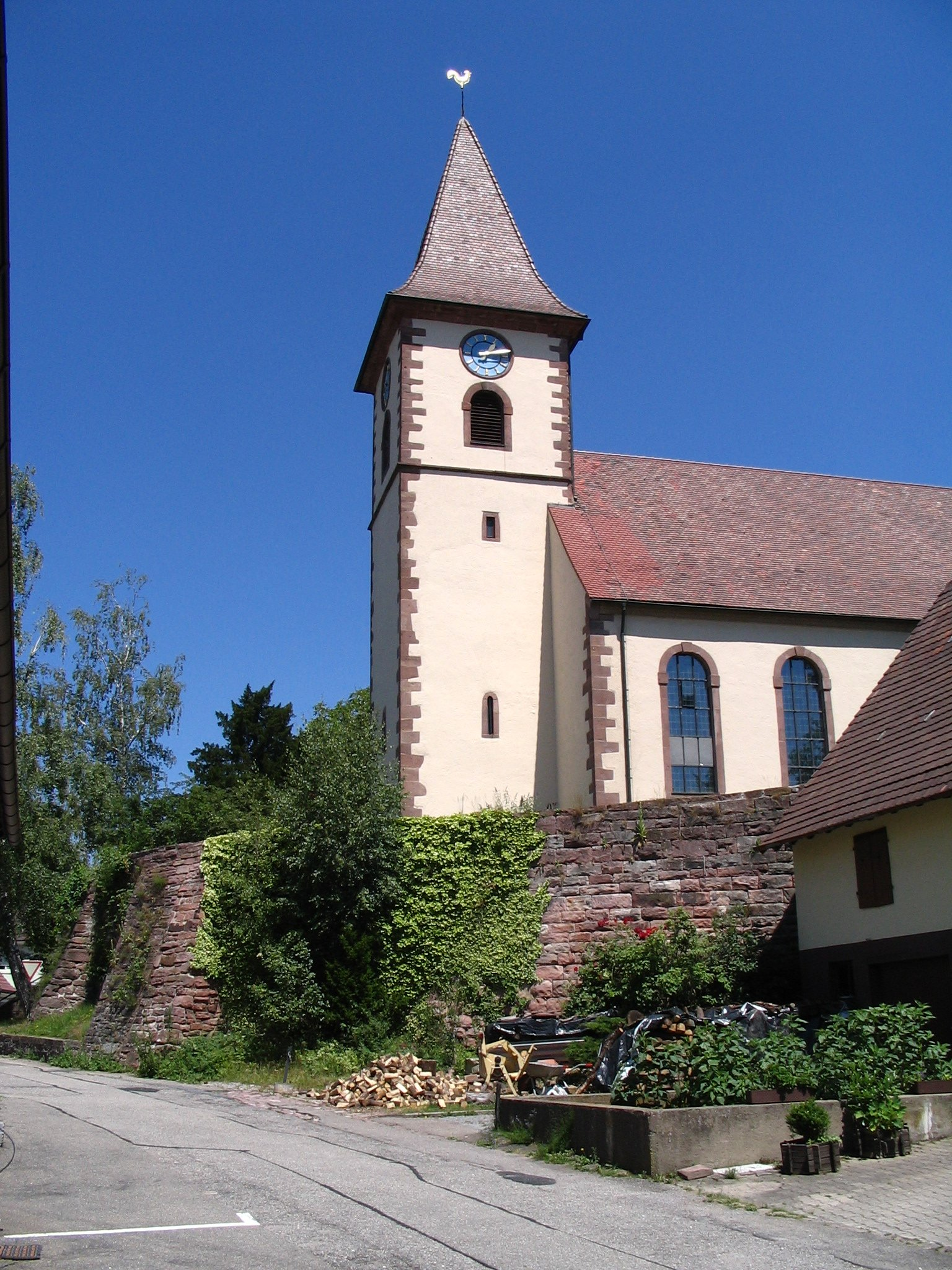
Evang. Stephanskirche Straubenhardt-Feldrennach

Die Kirchengemeinde Feldrennach-Pfinzweiler umfasst die Ortsteile Feldrennach und Pfinzweiler der Gemeinde Straubenhardt. Kirchlich gehörte Feldrennach zunächst zu Rudmersbach (ehemalige Siedlung im heutigen Straubenhardter Ortsteil Ottenhausen), hatte jedoch schon im 14. Jahrhundert eine Filialkirche (ab 1525 St. Stephan). 1479 wurde Feldrennach eigene Pfarrei. Den Kirchensatz hatten bis 1528 Baden und Württemberg gemeinsam inne, danach Württemberg allein. Die heutige Kirche ist ein spätbarocker Bau von 1733, bei dem ein frühgotischer Chorturmstumpf mitverwendet wurde. Zur Pfarrei Feldrennach gehört auch Pfinzweiler, wo es heute auch eine Kirche gibt (Auferstehungskirche). Ferner gehörten früher auch Conweiler und Schwann mit Dennach sowie Langenalb zur Pfarrei Feldrennach, bis dort jeweils eigene Pfarreien errichtet wurden. Während Conweiler und Schwann bis heute zur württembergischen Landeskirche gehören, ist Langenalb eine Kirchengemeinde der Evangelischen Landeskirche in Baden, da der Ort politisch seit der Reformation zu Baden gehört.

### Kirchengemeinde Gräfenhausen

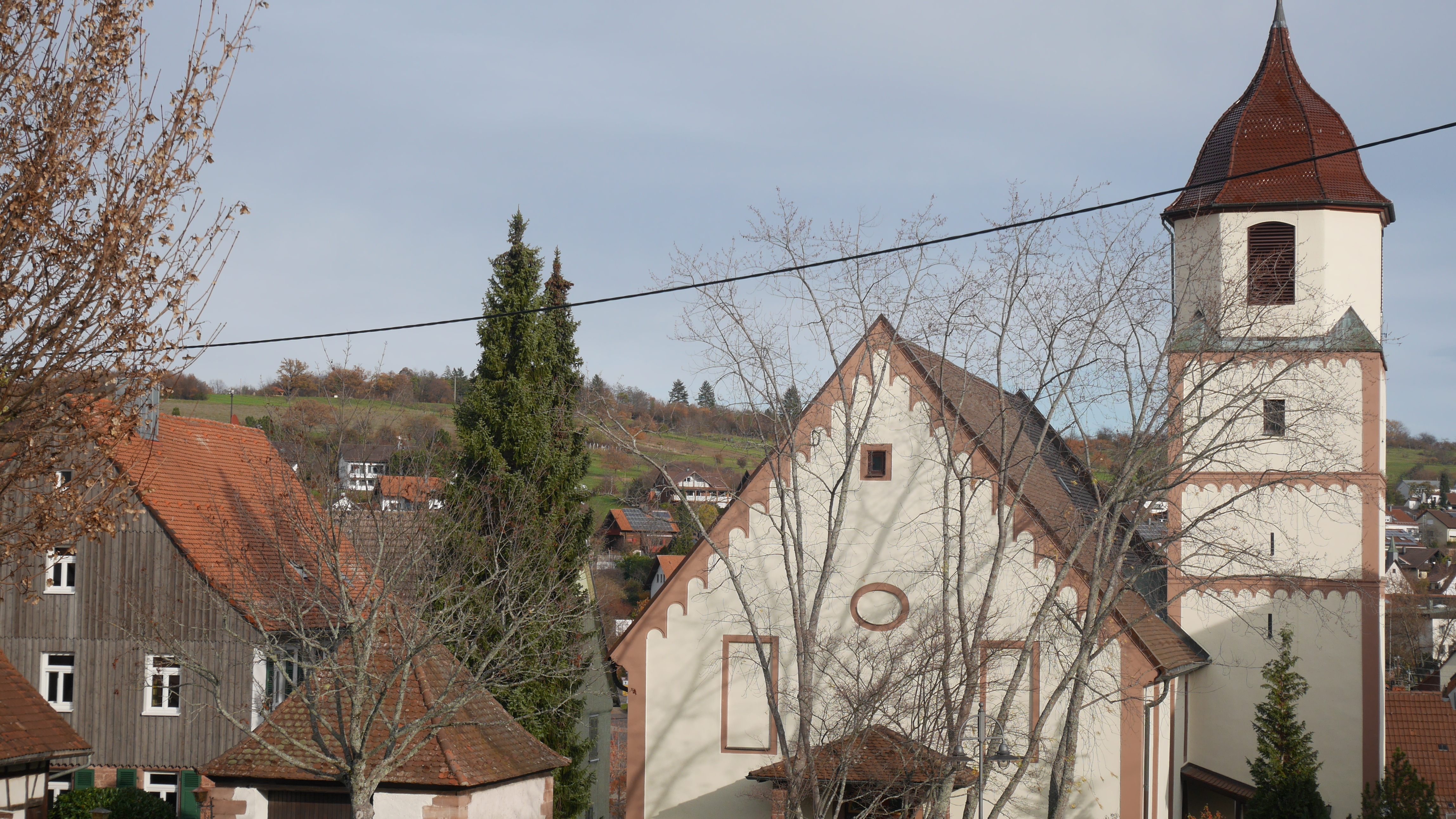
Michaelskirche in Gräfenhausen

Die Kirchengemeinde Gräfenhausen umfasst den Ortsteil Gräfenhausen der Gemeinde Birkenfeld. Die in Gräfenhausen erwähnte Kirche war Lehen der Markgrafen für die Herren von Straubenhardt. Ab 1442 war der Ort kirchlich zwischen Baden und Württemberg geteilt. Die Pfarrei Gräfenhausen war für ein weiteres Umland zuständig, in neuerer Zeit nur noch für Arnbach und Niebelsbach, bis durch Bekanntmachung des Oberkirchenrats vom 27. Dezember 1971 das Kirchspiel Gräfenhausen aufgelöst wurde, Arnbach zur selbständigen Kirchengemeinde mit eigenem Pfarramt erhoben wurde, dem auch Niebelsbach als Filialkirchengemeinde zugeordnet wurde. Die Michaelskirche in Gräfenhausen wurde 1108 gestiftet und mehrfach erweitert und umgebaut. Wertvolle Fresken aus dem 15. Jahrhundert wurden 1972 wiederentdeckt und restauriert. Die Barockorgel von Johannes Weinmar aus dem Jahr 1778 wurde 1995 vollumfänglich restauriert.

### Kirchengemeinde Grunbach
Die Kirchengemeinde Grunbach umfasst den Ortsteil Grunbach der Gemeinde Engelsbrand. Kirchlich gehörte Grunbach zunächst zu Brötzingen, dann zu Langenbrand, bevor es 1894 der neu errichteten Pfarrei Engelsbrand zugeordnet wurde. 1993 erhielt Grundbach ein eigenes Pfarramt, das seither auch die Kirchengemeinde Salmbach betreut, welche bis dahin von Langenbrand aus betreut wurde. Eine Heiligkreuzkapelle wurde in Grunbach 1404 erwähnt. Die heutige Kirche St. Nikolaus wurde 1495 erbaut. Die ursprüngliche Chorturmkirche erhielt 1866 ein neogotisches Schiff.

### Kirchengemeinde Höfen an der Enz

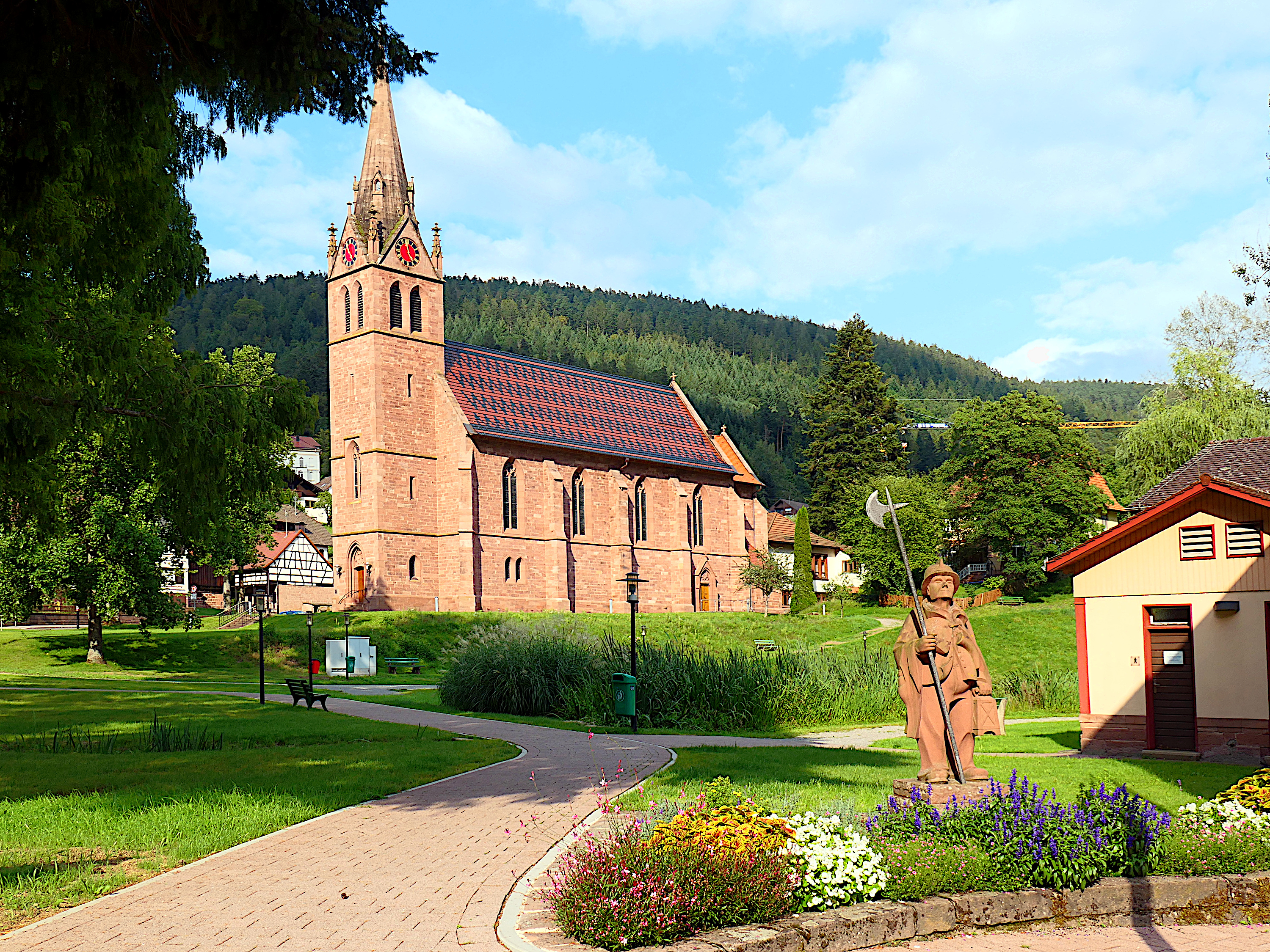
Kirche Höfen an der Enz

Die Kirchengemeinde Höfen an der Enz umfasst die Gemeinde Höfen an der Enz. Kirchlich gehörte Höfen zunächst zu Wildbad, nach der Reformation zu Calmbach. 1896 wurde in Höfen eine eigene Pfarrei errichtet. Bereits 1892 wurde eine eigene Kirche im neogotischen Stil erbaut.
Bis 1974 gehörten auch die Weiler und Wohnplätze Bahnhof, Eyachbrücke, Holzschleifwerk und Rotenbachwerk des Neuenbürger Stadtteils Dennach zur Kirchengemeinde Höfen an der Enz. Diese wurden durch Bekanntmachung des Oberkirchenrats vom 17. Oktober 1974 in die Kirchengemeinde Neuenbürg umgegliedert.

### Kirchengemeinde Loffenau

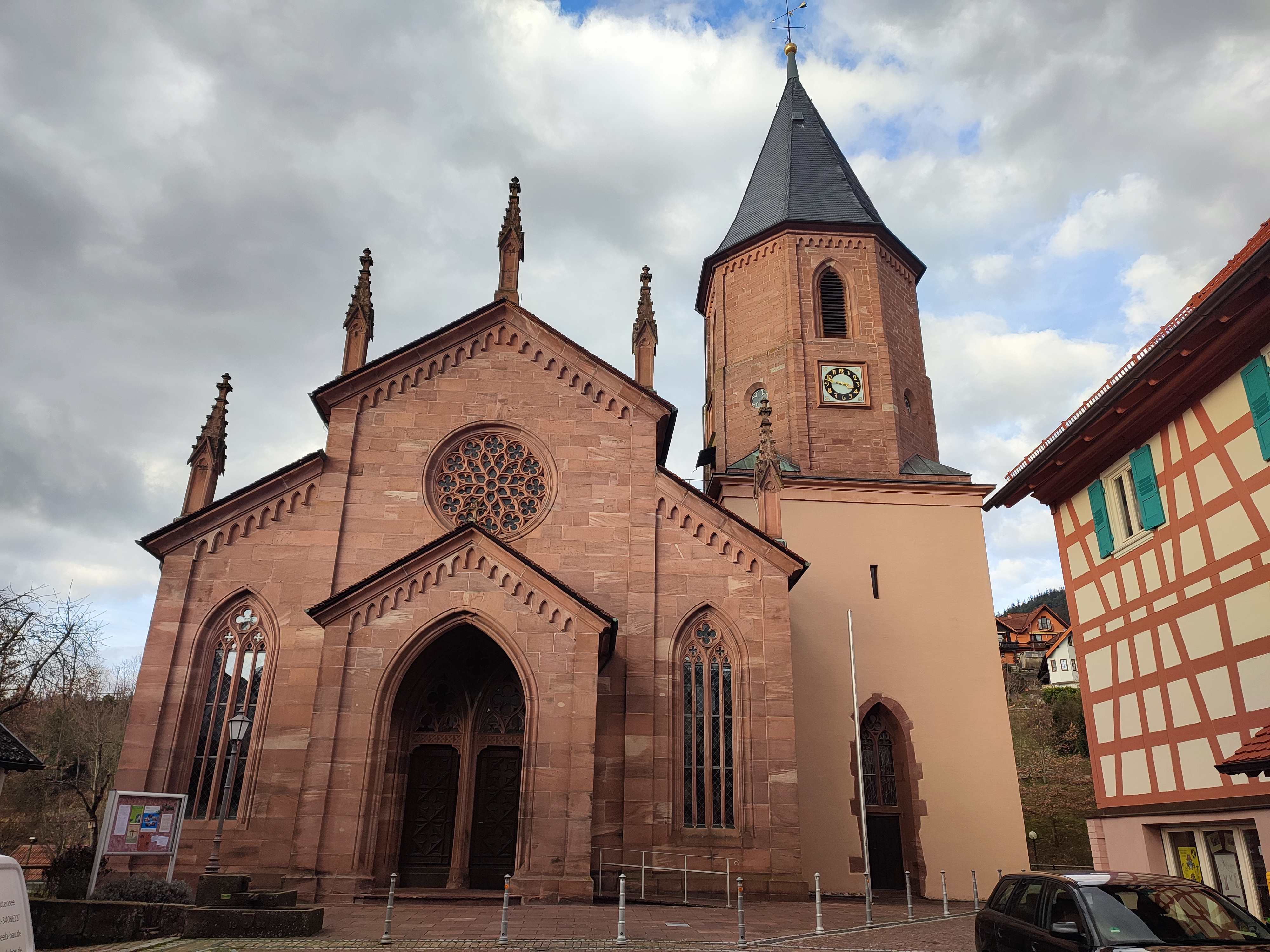
Heilig-Kreuz-Kirche in Loffenau

Die Kirchengemeinde Loffenau umfasst die Gemeinde Loffenau. Kirchlich gehörte Loffenau zunächst zu Rotenfels (heute zur Stadt Gaggenau gehörig), dann zu Oberweier. Vor 1441 wurde Loffenau eine eigene Pfarrei. Der Kirchensatz der Heiligkreuzkirche gehörte dem Kloster Herrenalb und gelangte damit an Württemberg. Die heutige Kirche ist ein neugotischer Bau von 1843. Dabei wurde der mittelalterliche Turmchor mit bedeutsamen Fresken (um 1450) beibehalten. Im Kirchenschiff sind noch Fenster von 1843 mit Bildern im Nazarener Stil erhalten. Die Orgel wurde 1856 von Eberhard Friedrich Walcker eingebaut.

### Verbundkirchengemeinde Neuenbürg
Seit dem 1. Januar 2019 bilden die Kirchengemeinden Arnbach, Neuenbürg und Waldrennach eine Verbundkirchengemeinde.

#### Kirchengemeinde Arnbach
Die Kirchengemeinde Arnbach umfasst den Stadtteil Arnbach der Stadt Neuenbürg. Kirchlich gehörte Arnbach zunächst zu Gräfenhausen. 1955 wurde eine eigene Kirche in Arnbach erbaut und eine eigene Filialkirchengemeinde von Gräfenhausen, zu dessen Kirchspiel auch die Kirchengemeinde Niebelsbach (Gemeinde Keltern) gehörte, errichtet. Durch Bekanntmachung des Oberkirchenrats vom 27. Dezember 1971 wurde das Kirchspiel Gräfenhausen aufgelöst, die Filialkirchengemeinde Arnbach zur selbständigen Kirchengemeinde erhoben und ihr Niebelsbach als Filialkirchengemeinde zugeordnet, so dass das Pfarramt Arnbach seither auch Niebelsbach mit betreut.

#### Kirchengemeinde Neuenbürg

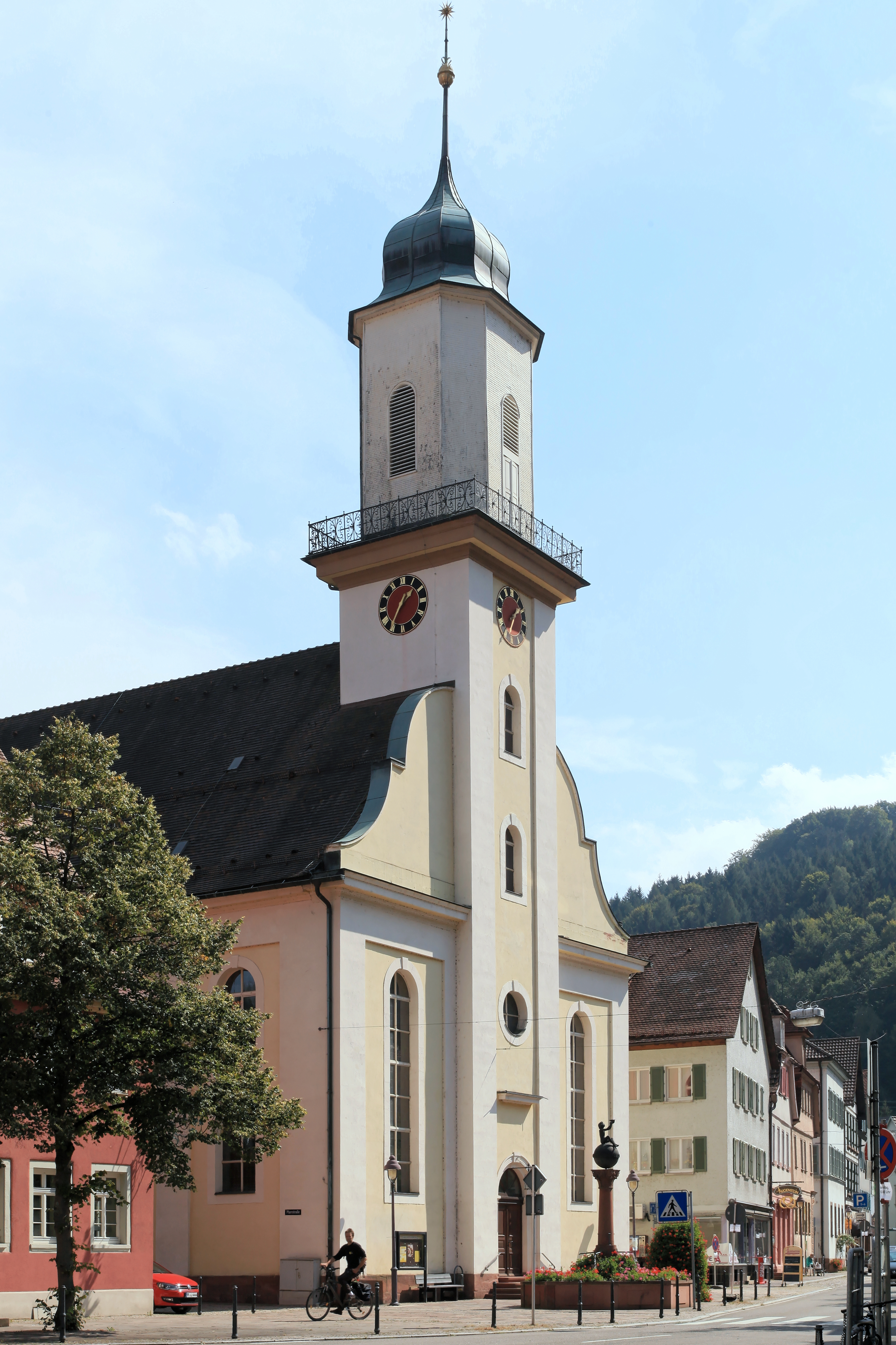
Stadtkirche Neuenbürg

Die Kirchengemeinde Neuenbürg umfasst die Kernstadt sowie einige Weiler des Stadtteils Dennach der Stadt Neuenbürg. Ursprünglich gab es in Neuenbürg zwei Kirchen bzw. Kapellen, die Ägidienkapelle westlich der Enz, die zur Pfarrei Gräfenhausen zählte und die eigentliche Stadt, die zur Pfarrei Brötzingen gehörte. Die Ägidienkapelle, 1332 erstmals erwähnt, wurde nach der Reformation abgebrochen. Im Stadtgebiet bestand 1290 bereits eine Pfarrei. Die ehemalige Schlosskirche St. Georg, jetzt Friedhofskirche, wurde wohl im 13. Jahrhundert zwischen der Burg und Burgweiler angelegt. Sie ist eine romanisch-gotische Kirche mit Wandmalereien aus den Jahren 1340 und 1460. Die Stadtkirche wurde ursprünglich 1399 erbaut, jedoch 1789 durch den heutigen frühklassizistischen Bau ersetzt. Heute ist neben dem Dekan auch noch ein weiterer Pfarrer in Neuenbürg tätig. Das Pfarramt Neuenbürg II betreut auch die Kirchengemeinde Waldrennach, die bis 1998 mit der Kirchengemeinde Neuenbürg die Gesamtkirchengemeinde Neuenbürg-Waldrennach bildete, welche mit Wirkung vom 14. Januar 1998 aufgelöst wurde.
Durch Bekanntmachung des Oberkirchenrats vom 6. Oktober 1959 wurden die Evangelischen der Engelsbrander Haltestelle von der Kirchengemeinde Birkenfeld in die Kirchengemeinde Neuenbürg umgegliedert. Die Weiler und Wohnplätze Bahnhof, Eyachbrücke, Holzschleifwerk und Rotenbachwerk, die zunächst zur Kirchengemeinde Höfen an der Enz gehörten wurden durch Bekanntmachung des Oberkirchenrats vom 17. Oktober 1974 in die Kirchengemeinde Neuenbürg umgegliedert.
Die evangelische Kirchengemeinde Neuenbürg ist Träger von drei Kindergärten: Gemeindehaus-Kindergarten, Kindergarten am Stadtgarten und Kindergarten am Ziegelrain.

#### Kirchengemeinde Waldrennach
Die Kirchengemeinde Waldrennach umfasst den Stadtteil Waldrennach der Stadt Neuenbürg. Kirchlich gehörte Waldrennach zunächst zu Brötzingen. 1404 wurde der Ort der Pfarrei Langenbrand zugeordnet. 1954 erhielt die Kirchengemeinde eine eigene Kirche. Es ist ein schlichter Bau, in dessen Chorraum Altar, Taufstein und Kanzel eine Einheit bilden. Heute wird die Kirchengemeinde Waldrennach vom Pfarramt II Neuenbürg betreut. Bis 1998 bildete die Kirchengemeinde Waldrennach mit der Kirchengemeinde Neuenbürg die Gesamtkirchengemeinde Neuenbürg-Waldrennach. Mit Wirkung vom 14. Januar 1998 wurde die Gesamtkirchengemeinde Neuenbürg-Waldrennach aufgelöst.

### Kirchengemeinde Neusatz-Rotensol
Die Kirchengemeinde Neusatz-Rotensol umfasst die Stadtteile Neusatz und Rotensol der Stadt Bad Herrenalb. Kirchlich gehörten beide Orte zunächst zur Pfarrei Gräfenhausen, dann zu Feldrennach, ab etwa 1612 zu Dobel. 1964 wurde in Rotensol die Friedenskirche und 1966 in Neusatz die Auferstehungskirche gebaut. In beiden Orten wurden Filialkirchengemeinden als Teil der Gesamtkirchengemeinde Dobel gebildet. Mit Wirkung vom 1. Januar 1980 wurde die Gesamtkirchengemeinde Dobel aufgelöst und die beiden Filialkirchengemeinden Neusatz und Rotensol zur neuen selbständigen Kirchengemeinde Neusatz-Rotensol vereinigt. Diese hat inzwischen auch einen eigenen Pfarrer.

### Kirchengemeinde Niebelsbach

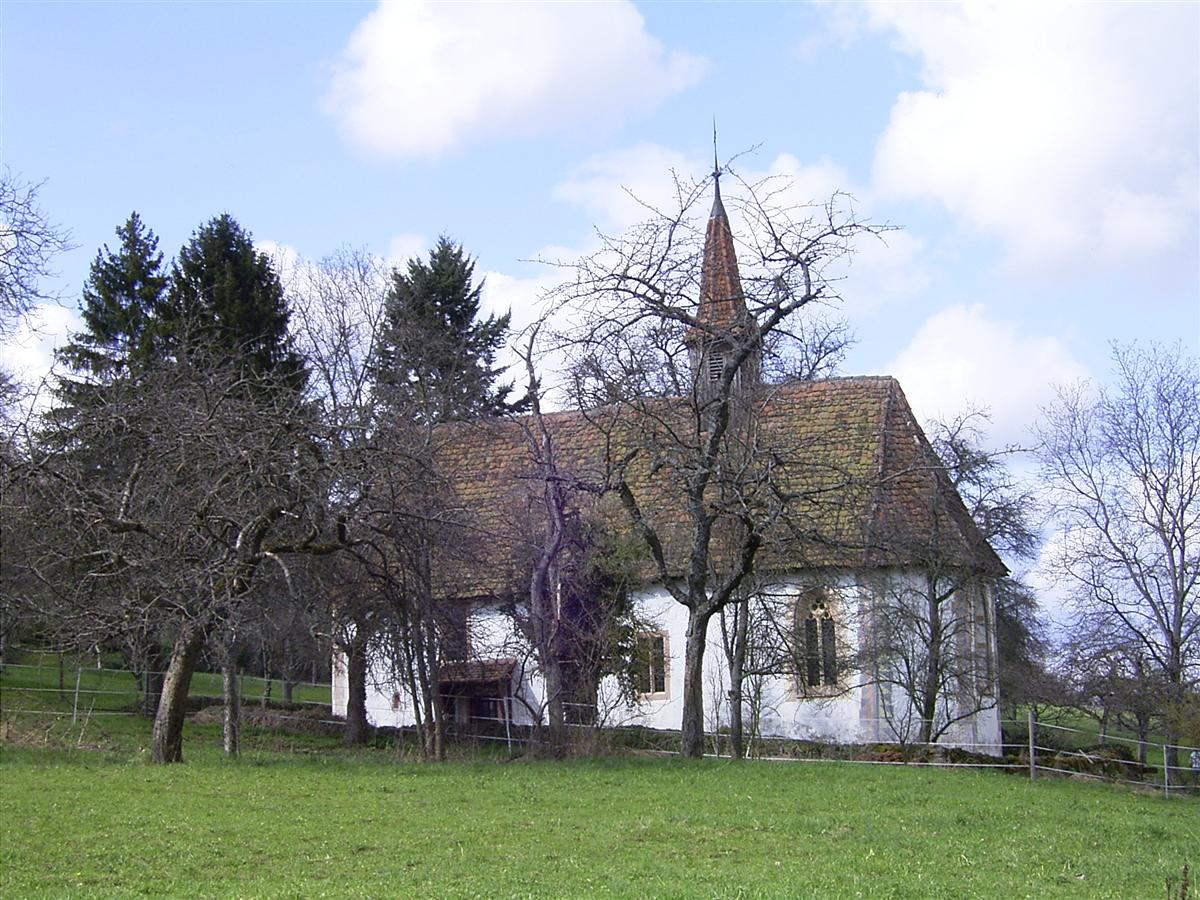
Pankratiuskapelle in Niebelsbach

Die Kirchengemeinde Niebelsbach umfasst den Ortsteil Niebelsbach der Gemeinde Keltern. Alle anderen Ortsteile Kelterns gehören zur Evangelischen Landeskirche in Baden. Der Ort besteht aus den beiden Siedlungen Oberniebelsbach und Unterniebelsbach, die 1927 zu einer Gemeinde vereinigt wurden. Die Kirche der heutigen Kirchengemeinde Niebelsbach befindet sich in Oberniebelsbach. Sie geht auf eine noch teilweise romanische Kapelle St. Pankratius zurück, die einen frühgotischen Chor hat. Wenngleich der Ort eine eigene Kirche hat, gehörte er kirchlich zunächst zum Kirchspiel Gräfenhausen, zu dem auch noch Arnbach gehörte. Unterniebelsbach hingegen gehörte kirchlich zunächst zu Rudmersbach, bevor es 1497 ebenfalls zu Gräfenhausen kam. Durch Bekanntmachung des Oberkirchenrats vom 27. Dezember 1971 wurde das Kirchspiel Gräfenhausen aufgelöst, Arnbach zur selbständigen Kirchengemeinde und Pfarrei erhoben, der auch Niebelsbach als Filialkirchengemeinde zugeordnet wurde.

### Kirchengemeinde Ottenhausen

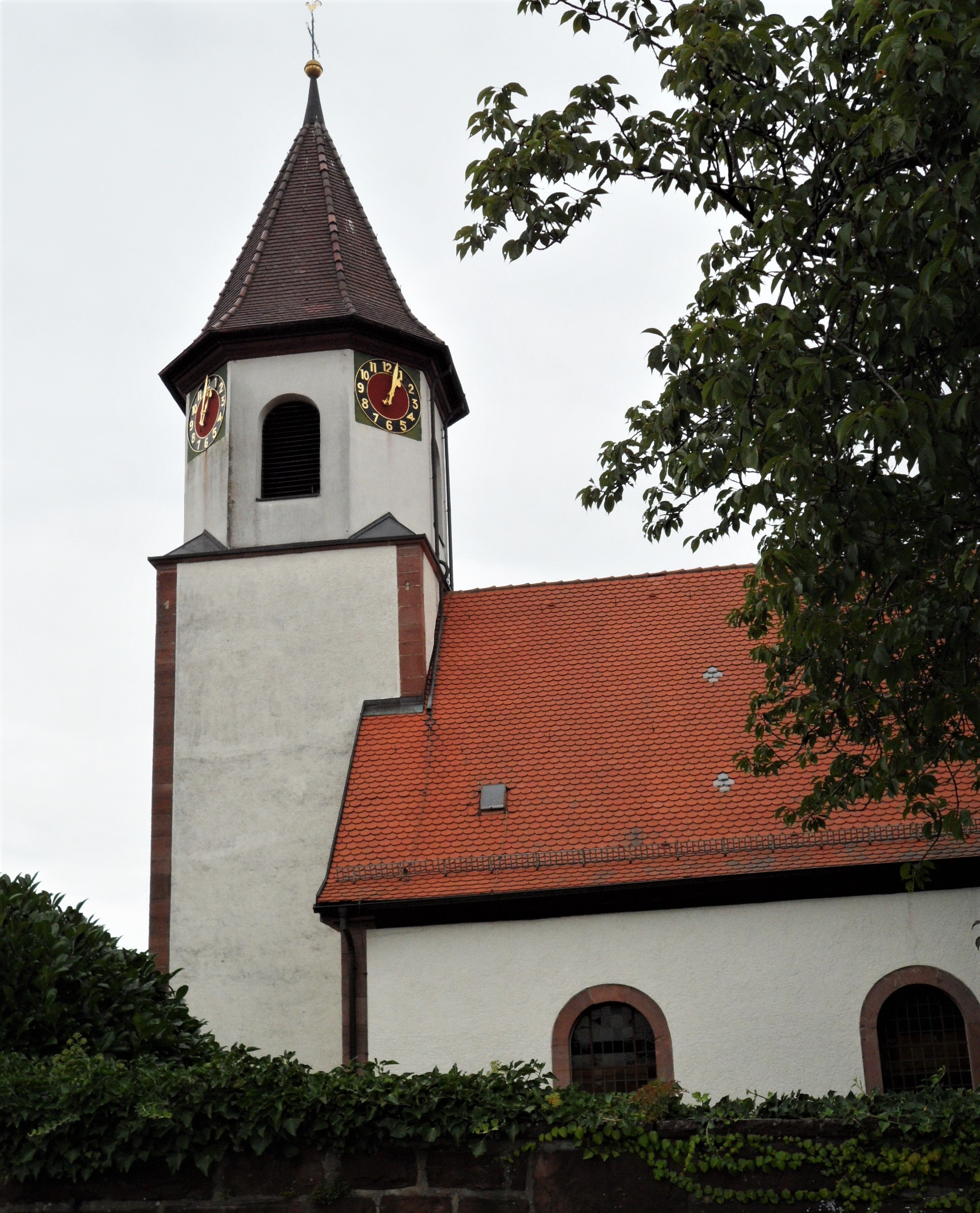
Evang. Nikolauskirche Ottenhausen

Die Kirchengemeinde Ottenhausen umfasst den Ortsteil Ottenhausen der Gemeinde Straubenhardt. Kirchlich gehörte Ottenhausen zunächst zu Gräfenhausen, seit 1471 gibt es eine eigene Kaplanei St. Nikolaus und Magdalena. 1529 wurde die Pfarrei Rudmersbach eingegliedert. Die Nikolauskirche wurde 1790 erbaut.

### Kirchengemeinde Salmbach
Die Kirchengemeinde Salmbach umfasst den Ortsteil Salmbach der Gemeinde Engelsbrand. Kirchlich gehörte Salmbach stets zu Langenbrand. 1960 erhielt der Ort eine eigene Kirche und 1993 wurde die Kirchengemeinde dem neu errichteten Pfarramt Grunbach zugeteilt.

### Verbundkirchengemeinde Schömberg-Oberlengenhardt-Langenbrand
Seit 2017 bilden die Kirchengemeinden Schömberg, Oberlengenhardt und Langenbrand die Evangelische Verbundkirchengemeinde Schömberg-Oberlengenhardt-Langenbrand.

#### Kirchengemeinde Schömberg

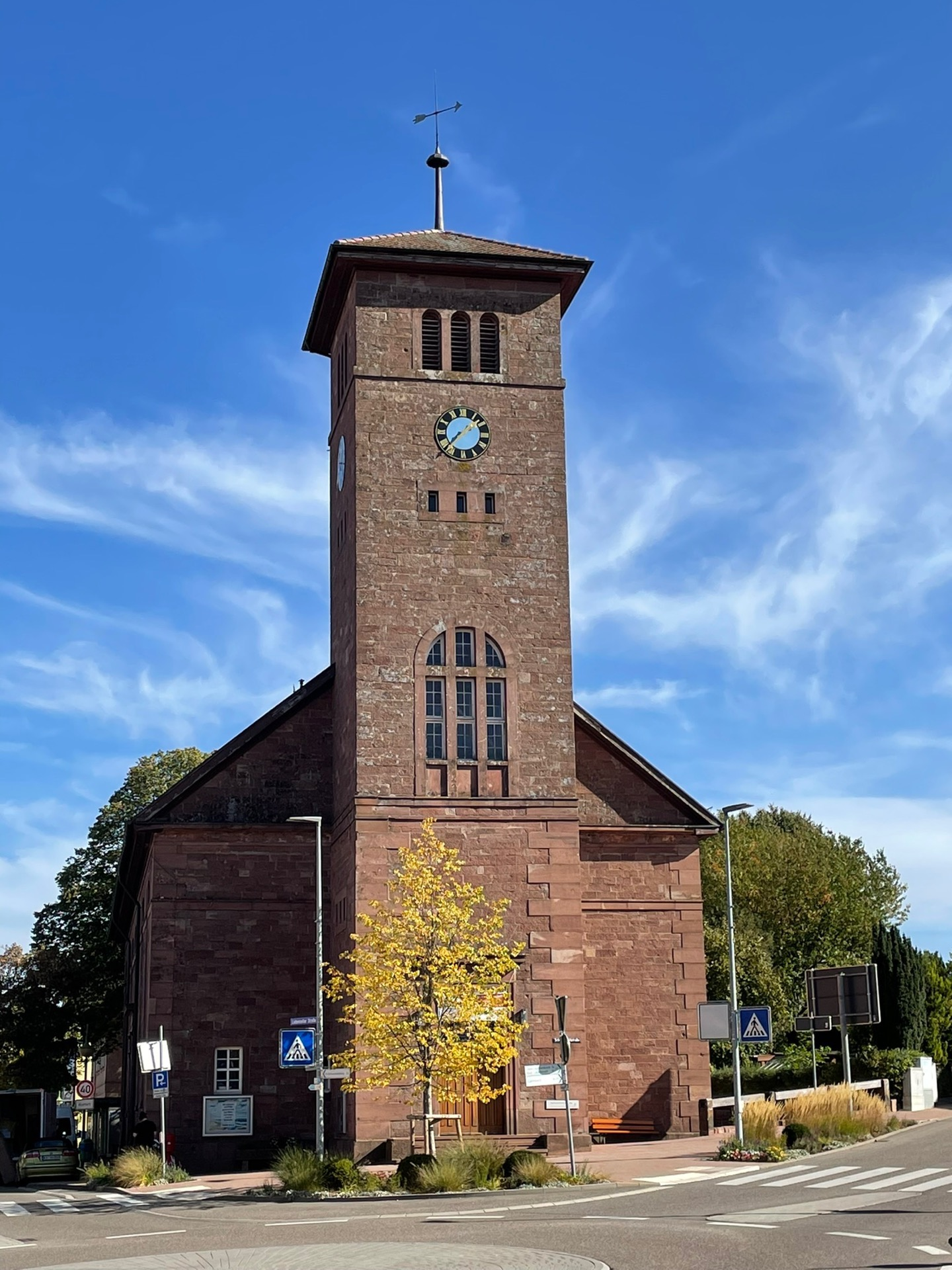
Evang. Kirche Schömberg

Die Kirchengemeinde Schömberg umfasst den Hauptort der Gemeinde Schömberg. 1375 wurde in Schömberg eine Marienkapelle erwähnt. Wohl seit der Reformation ist Schömberg selbständige Pfarrei. Die heutige evangelische Kirche Schömberg wurde 1833 neu erbaut. Ursprünglich war der Kirchenraum als Querkirche nach Süden ausgerichtet und bot ca. 1000 Menschen Platz. Der Altar und die Kanzel befanden sich in der Mitte der südlichen Querseite. Dort ist bis heute die Sakristei. Erste große Veränderungen gab es 1928. Die Ostempore wurde abgebrochen und der Innenraum in diese Richtung ausgerichtet. Das Gestühl wurde erneuert und die Westempore verlängert. Darunter entstanden zwei Gemeindesäle, die durch eine Holzschiebewand vom Kirchenraum abgetrennt waren. Den Altarraum schmückte ein Gemälde, auf dem Jesus als Heiland und Retter für hilfesuchende Menschen dargestellt war. Über die gesamte Breite war in Großbuchstaben zu lesen: Kommet her zu mir alle die ihr mühselig und beladen seid. 1959 erfolgte eine weitere Umgestaltung des Kircheninneren. Von Rudolf Yelin dem Jüngeren wurde ein neues Wandgemälde gestaltet, welches das himmlische Jerusalem darstellt. Das Kruzifix aus der alten Kirche, das vermutlich bereits im 15. Jahrhundert entstanden ist, fand einen zentralen Platz im Altarraum. Durch Bekanntmachung des Oberkirchenrats vom 26. Mai 1983 wurden die evangelischen Bewohner der Charlottenhöhe in Schömberg in die Kirchengemeinde Calmbach umgegliedert.

#### Kirchengemeinde Oberlengenhardt
Die Kirchengemeinde Oberlengenhardt umfasst den Ortsteil Oberlengenhardt der Gemeinde Schömberg. Der Ort gehört mindestens seit dem 17. Jahrhundert zur Pfarrei Schömberg, von wo die Kirchengemeinde Oberlengenhardt bis heute betreut wird. Bis 1987 bildeten beide Kirchengemeinden die Gesamtkirchengemeinde Schömberg, die jedoch gemäß Bekanntmachung des Oberkirchenrats vom 26. Februar 1987 aufgelöst wurde. Die Kirche St. Johannis in Oberlengenhardt wurde 1958 umgebaut.
Das Pfarramt Schömberg betreut auch die Kirchengemeinde Oberlengenhardt. Bis 1987 bildeten beide Kirchengemeinden die Gesamtkirchengemeinde Schömberg, zu der bis 1986 auch die Kirchengemeinde Igelsloch gehörte. Durch Bekanntmachung des Oberkirchenrats vom 2. September 1986 wurde die Kirchengemeinde Igelsloch dann in den Kirchenbezirk Calw umgegliedert und gemäß Bekanntmachung des Oberkirchenrats vom 26. Februar 1987 wurde die Gesamtkirchengemeinde Schömberg aufgelöst.
Bis 1924 gehörten auch die Parzellen Schwarzenberger Sägmühle (Markung Schwarzenberg) und untere Kapfenhardter Mühle (Markung Bieselsberg) zur Kirchengemeinde Schömberg. Mit Wirkung vom 1. April 1924 wurden diese der Kirchengemeinde Langenbrand zugeordnet.

#### Kirchengemeinde Langenbrand

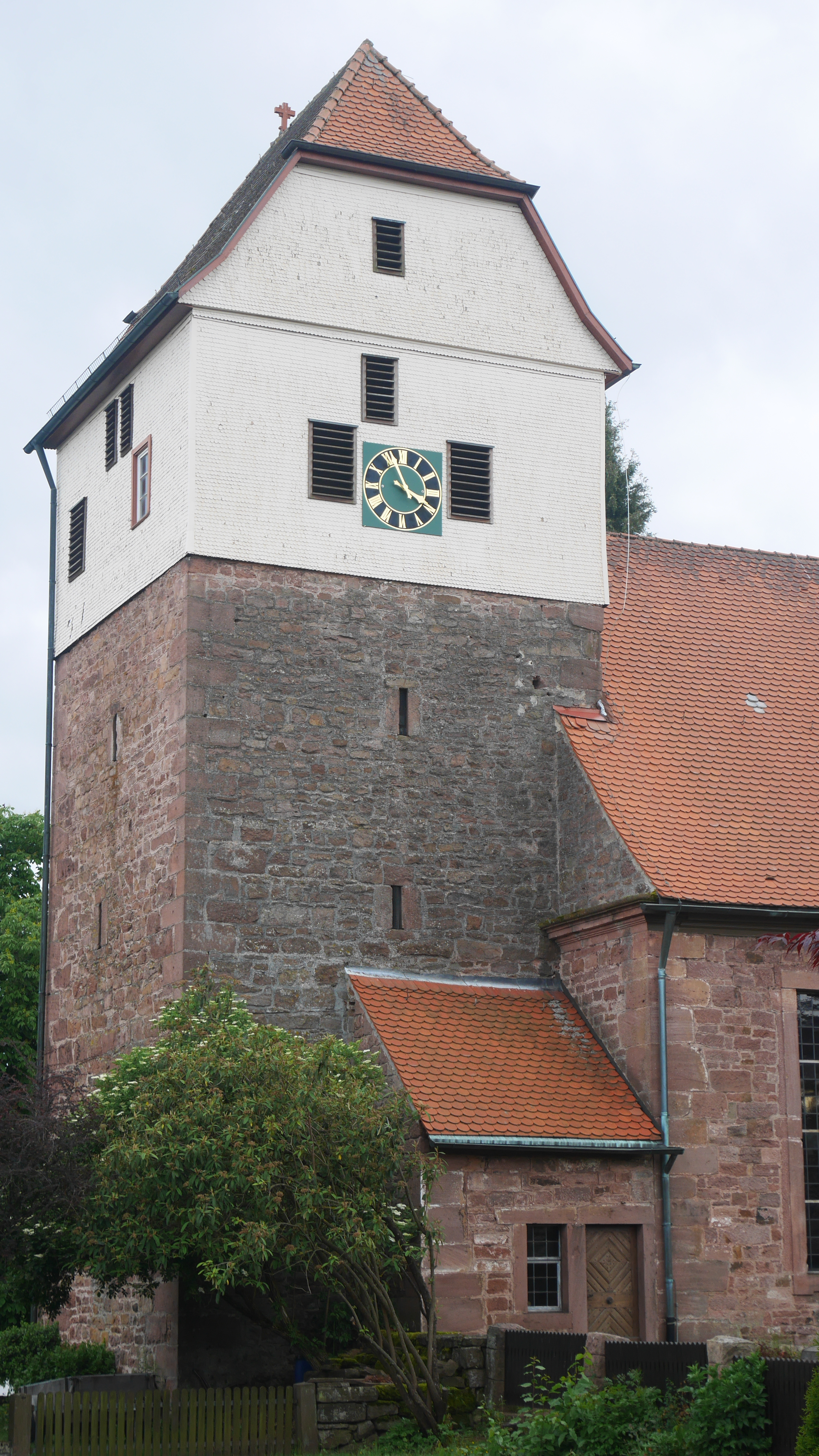
Ulrichskirche in Langenbrand

Die Kirchengemeinde Langenbrand (ca. 1.200 Gemeindemitglieder) umfasst den Ortsteil Langenbrand der Gemeinde Schömberg und den Ortsteil Kapfenhardt der Gemeinde Unterreichenbach. Kirchlich war Langenbrand zunächst Filiale von Brötzingen, wurde dann aber selbständige Pfarrei. Eine Kirche wurde wohl im 13. Jahrhundert erbaut, 1559 wird sie mit St. Ulrich bezeichnet. Zur Pfarrei gehörten auch die Orte Engelsbrand und Grunbach, bevor dort eigene Pfarreien errichtet wurden. Die heutige Pfarrkirche in Langenbrand wurde 1792 als Querkirche nach Plänen von Johann Adam Groß d. J. erbaut. 1962 wurde der Kirchenraum umgestaltet. Der romanische Chorturm der Vorgängerkirchen ist noch erhalten.
Die Parzellen Schwarzenberger Sägmühle (Markung Schwarzenberg) und untere Kapfenhardter Mühle (Markung Bieselsberg) gehörten bis 1924 zur Kirchengemeinde Schömberg und wurden mit Wirkung vom 1. April 1924 der Kirchengemeinde Langenbrand zugeordnet.

### Kirchengemeinde Schwann-Dennach

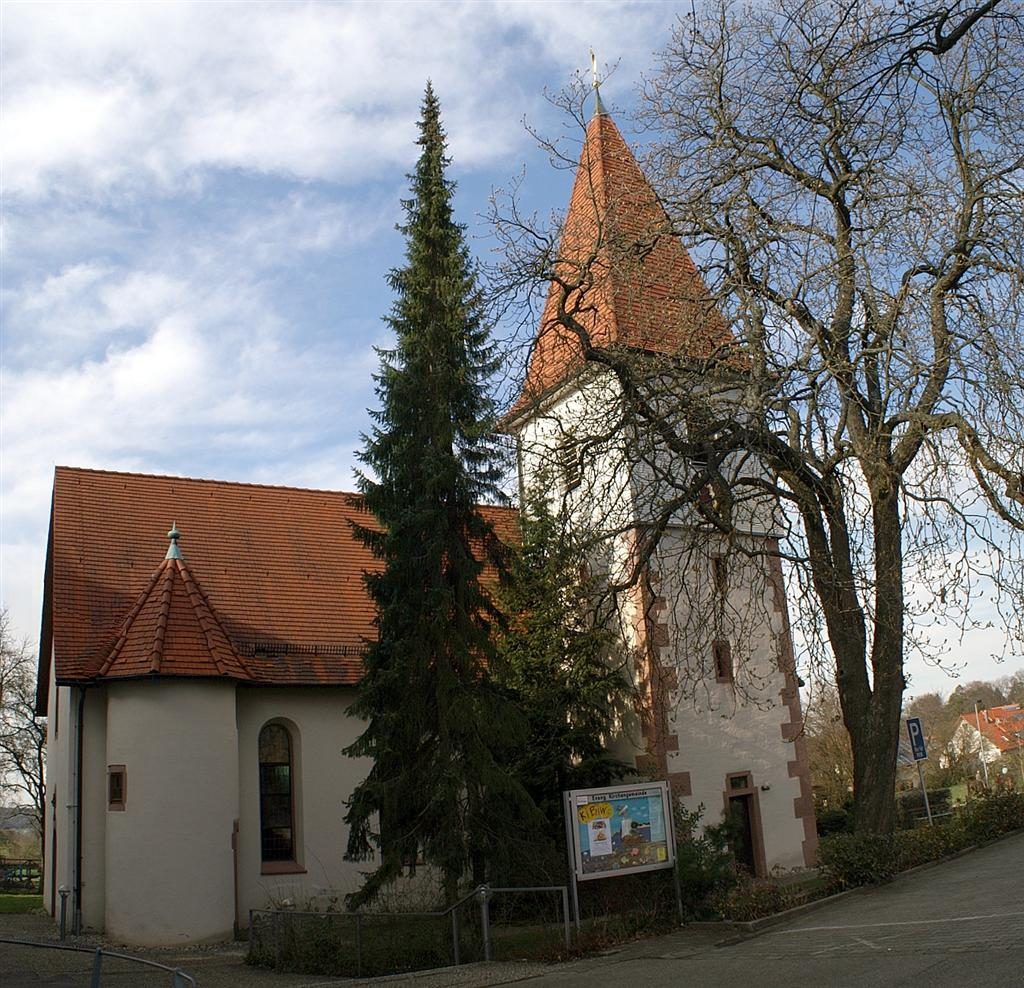
Ev. Kirche Schwann

Die Kirchengemeinde Schwann-Dennach umfasst den Ortsteil Schwann der Gemeinde Straubenhardt und den Stadtteil Dennach der Stadt Neuenbürg (mit Ausnahme der Weiler und Wohnplätze Bahnhof, Eyachbrücke, Holzschleifwerk und Rotenbachwerk. Diese gehörten zunächst zur Kirchengemeinde Höfen an der Enz und wurden durch Bekanntmachung des Oberkirchenrats vom 17. Oktober 1974 in die Kirchengemeinde Neuenbürg umgegliedert).
Schwann gehörte kirchlich zunächst zur Pfarrei Rudmersbach, dann zu Feldrennach. Doch gab es schon früh eine spätgotische Filialkirche. An ihr wurde im 20. Jahrhundert eine eigene Pfarrei errichtet.
Kirchlich gehörte Dennach zunächst zu Gräfenhausen, dann zu Rudmersbach, dann zu Feldrennach und schließlich zur Pfarrei Schwann. 1903 wurde in Dennach jedoch eine eigene Filialkirche erbaut, die den Namen Christuskirche trägt. Die Kirchengemeinde Dennach wurde zum 1. Januar 2017 aufgelöst, ihr Gemeindegebiet der Kirchengemeinde Schwann angegliedert, die gleichzeitig in Kirchengemeinde Schwann-Dennach umbenannt wurde.

### Verbundkirchengemeinde Schwarzenberg-Bieselsberg
Die Verbundkirchengemeinde Schwarzenberg-Bieselsberg entstand am 1. Januar 2017 aus dem Zusammenschluss der Kirchengemeinden Bieselsberg und Schwarzenberg.

#### Kirchengemeinde Bieselsberg
Die Kirchengemeinde Bieselsberg umfasst den Ortsteil Bieselsberg der Gemeinde Schömberg. Kirchlich gehörte Bieselsberg zunächst zu Schömberg, doch hat der Ort eine spätgotische Filialkirche (um 1400 erbaut), die 1606 als Marienkirche bezeugt ist. Später wird sie Peterskirche genannt. Von der alten Kirche ist nur der Chor erhalten, das übrige wurde 1897 umgestaltet. Heute wird die Kirchengemeinde Bieselsberg vom Pfarramt Schwarzenberg betreut, nachdem dort eine eigene Pfarrei errichtet wurde.

#### Kirchengemeinde Schwarzenberg
Die Kirchengemeinde Schwarzenberg umfasst den Ortsteil Schwarzenberg der Gemeinde Schömberg. Kirchlich gehörte Schwarzenberg zunächst zu Liebenzell, dann zu Schömberg, doch gab es im Ort eine Filialkirche zu Unserer Lieben Frau. Die Kirche ging aber nach der Reformation ab. Erst 1968 erhielt Schwarzenberg wieder eine eigene evangelische Kirche, die den Namen Pauluskirche erhielt. An ihr wurde auch eine eigene Pfarrstelle errichtet. Das Pfarramt Schwarzenberg betreut heute auch die Nachbarkirchengemeinde Bieselsberg.

## Archivquellen
- Bestand: Visitationsberichte.   Landeskirchliches Archiv Stuttgart. 1581–1822.   Signatur: A 1.
- Bestand: Kirchenvisitationsakten.   Hauptstaatsarchiv Stuttgart. ca. 1601–1840.   Signatur: A 281.
- Bestand: Ortsakten [mit Digitalisaten der Pfarrbeschreibungen und Pfarrberichte (darin u. a.: Chronik, Filialverhältnisse)].   Landeskirchliches Archiv Stuttgart. ca. 1550–1923.   Signatur: A 29.
- Bestand: Ortsakten [mit Digitalisaten der Pfarrberichte (darin u. a.: Filialverhältnisse)].   Landeskirchliches Archiv Stuttgart. ca. 1924–1966.   Signatur: A 129.
- Bestand: Ortsakten [mit Visitationsberichten].   Landeskirchliches Archiv Stuttgart. ca. 1967–1989.   Signatur: A 229.
- Archivgut: Dekanatsarchive.   Landeskirchliches Archiv Stuttgart.   Signatur: F-Bestände.
- Archivgut: Pfarrarchive.   Landeskirchliches Archiv Stuttgart.   Signatur: G-Bestände.